# Мала Ператовица
Мала Ператовица је насељено мјесто града Грубишног Поља, у Бјеловарско-билогорској жупанији, Република Хрватска.

## Географија
Мала Ператовица се налази око 6 км сјевероисточно од Грубишног Поља.

## Други светски рат
Из села среза Грубишно поље протеран је велики број српских породица: из села Лончарице 19, из Дапчевице 8, из Мале Ператовице 16 богатијих и угледних српских земљорадничких породица, из Великог Грђевца све породице које су имале више од 10 јутара земље. На њихова имања одмах су доведени Хрвати из Загорја.

## Становништво
Према попису становништва из 2011. године, насеље Мала Ператовица је имало 65 становника.
| Националност       | 1991. |
| Срби               | 187   |
| Хрвати             | 6     |
| Југословени        | 2     |
| остали и непознато | 4     |
| Укупно             | 199   |

| Демографија | Демографија | Демографија |
| Година      | Становника  | Становника  |
| ----------- | ----------- | ----------- |
| 1900.       | 339         |             |
| 1910.       | 348         |             |
| 1921.       | 391         |             |
| 1931.       | 418         |             |
| 1948.       | 252         |             |
| 1953.       | 261         |             |
| 1961.       | 274         |             |
| 1971.       | 275         |             |
| 1981.       | 228         |             |
| 1991.       | 199         |             |
| 2001.       | 105         |             |
| 2011.       |             | 65          |